# Monte Orbieso
Il Monte Orbieso (332 m) è un rilievo, situato nel comune di Galzignano Terme, facente parte dei Colli Euganei.

## Storia
Sotto la vetta, sul versante meridionale, sono stati rinvenuti reperti archeologici che indicano che la zona era abitata già nell'Età del bronzo, tra il XIV e il XII secolo a.C., e successivamente nell'Età del ferro, principalmente per ragioni strategiche. 

### Il monastero
Nel 1233, sulla cima del monte, fu fondato il monastero di santa Maria Annunziata di ordine benedettino, collegato attraverso una strada sul crinale al Monastero di Sant'Eusebio. In seguito alla grave crisi che colpì l'ordine benedettino nel corso del 1300, il complesso passò ai monaci camaldolesi.  Nel 1458, fu unito al monastero di San Michele di Murano e intorno al 1770, su ordine della Repubblica di Venezia, fu chiuso e trasformato in una fattoria, da lì in poi la struttura andò sempre più in rovina.

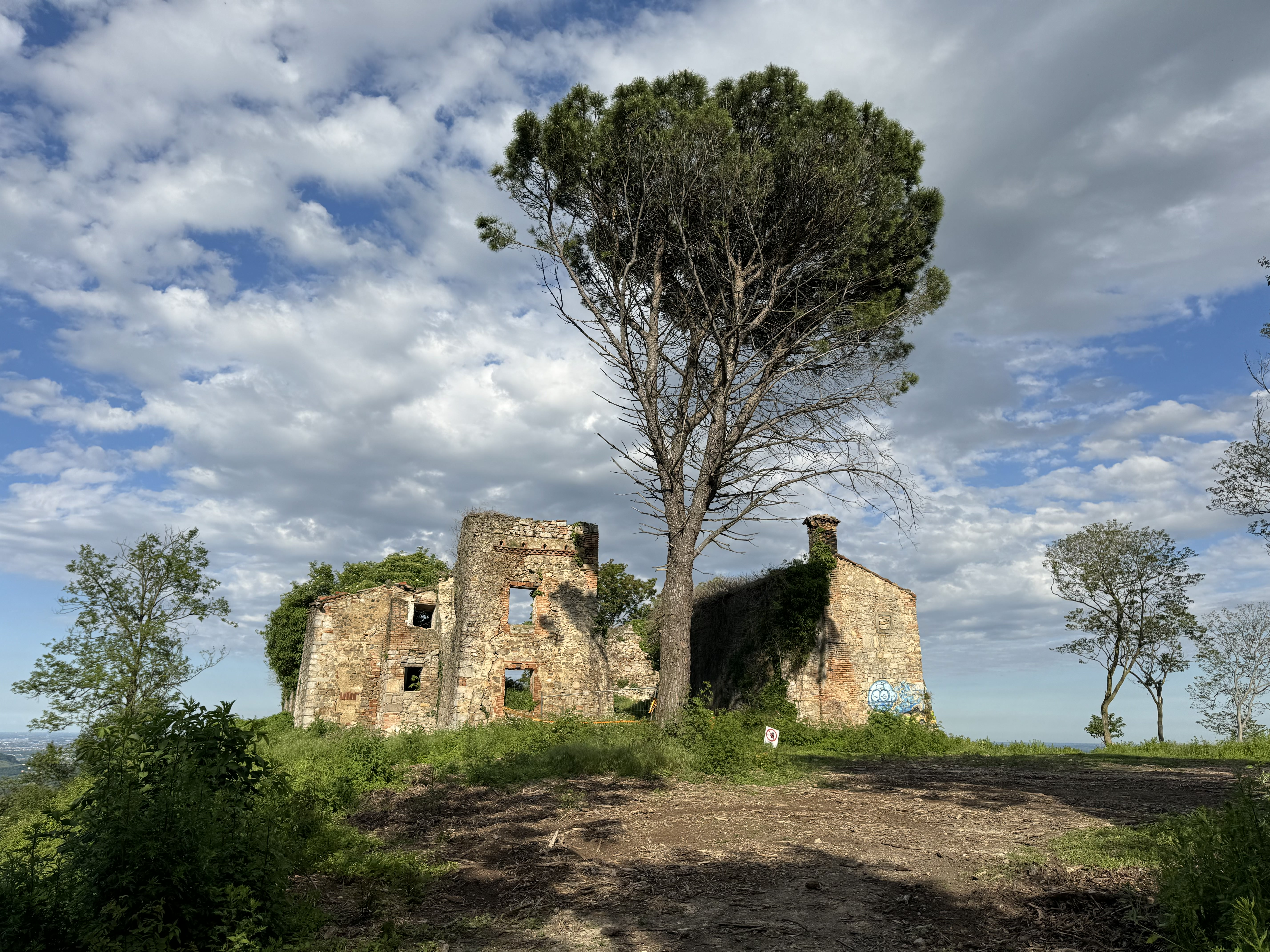
I ruderi del monastero